# 景州 (隋朝)
景州，中国古代的州。
隋朝開皇十六年（596年）。隋文帝於長蘆置景州，領長蘆縣、景城縣等縣。大業二年（606年）正月，隋炀帝省並州、縣，景州逐廢。唐朝武德四年（621年）。唐高祖又於長蘆置景州，領長蘆縣、平舒縣、魯坡縣、清池縣等，第二年，清池縣入東鹽州，貞觀二年（628年）廢。
贞元二年（786年）置，治所在弓高县（今河北省东光县西北）。又以東光縣、胡蘇縣來屬，長慶元年（821年）廢。辖境相当今河北省东光、阜城、景县、吴桥、宁津等县及山东省德州市。長慶二年（822年），唐穆宗又在弓高設置景州，領五縣：弓高縣、東光縣、臨津縣、南皮縣、景城縣，治均弓高。大和四年（827年）又廢，縣屬滄州。景福元年（892年），復於弓高置景州，管東光縣、安陵縣3縣。天佑五年（908年），州治移於東光，領弓高、東光、南皮、臨津等六縣。
五代，后梁移治东光县（今属河北省）。后周显德二年（955年）废。改景州之名為定遠軍。北宋更定遠軍為永靜軍。金朝初年复置。大安年间，避金章宗完顏景諱，改为观州。元至元二年（1265年）改景州，移治蓨县（今河北省景县）。属河間路，领蓚县、故城縣、阜城縣、东光縣、吴桥縣五县。
明朝洪武元年（1234年），河間路改為河間府，景州屬於河間府。清襲明制，雍正二年（1724年），原屬景州之吳橋縣、東光縣、故城縣直屬河間府，景州改為散州，直屬河間府。民國初期，廢州為縣，景州改為景縣。
景州刺史
- 徐申（789年—801年）
- 孙季赐（贞元年间）
- 宋皛（贞元年间）
- 李黯（元和年间）
- 卢允奇（893年）
- 刘仁霸（900年）